# Neobisium fiscelli
Espèce
Neobisium fiscelli est une espèce de pseudoscorpions de la famille des Neobisiidae.

## Distribution
Cette espèce est endémique des Abruzzes en Italie. Elle se rencontre sur le Gran Sasso.

## Publication originale
- Callaini, 1983 : Osservazioni sulla fauna Chernetologica di alcuni Rilievi Abruzzesi. Notulae Chernetologicae XIII. Bollettino del Museo Civico di Storia Naturale di Verona, vol. 10, p. 221-239.